# 小児救命救急センター
小児救命救急センター（しょうにきゅうめいきゅうきゅうせんたー）は、重篤な小児患者に特化した三次救急医療機関である。なお、地域によって呼び方、名称が異なる。

## 概要
平成21年度、国の検討会の報告書において小児救命救急センター・小児集中治療室（PICU）の必要性が指摘され、平成22年度から指定され始めたが、小児救命救急センターの指定を受けている病院は少ないため、ほとんどの地域においては一般救命救急センターで三次救急医療を必要とする小児重症患者を受け入れている。
小児救命救急センターの役割は都道府県によって定めている内容が異なるが、全国の小児救命救急センターで共通しているところもある。
- 24時間重篤な小児患者の受け入れ
- 小児患者搬送困難事例に積極的な受け入れ
- 高度専門医療の提供[2]

設置基準については、厚生労働省の小児医療関連施策に定められている。
1. 専用病床（小児集中治療室を6床以上）を適当数保有し、24時間体制で、超急性期（現在でいう高度急性期）の医療を提供、それを脱した患者に対し、高度専門医療を提供するもの。
2. 24時間体制で診療体制を確保するため、必要な職員を配置すること。
3. 年間300例以上の症例を取り扱うこととし、うち相当数が救急外来からの入院、または転院であるものとする。
4. 小児救命救急センターは救急搬送を相当数受け入れるものとする。
5. 施設、設備の体制を構築すること。

## 小児救命救急センター一覧
| 小児救命救急センター一覧                                 | 所在地                 |
| -------------------------------------------------------- | ---------------------- |
| 筑波大学附属病院                                         | 茨城県つくば市         |
| 埼玉医科大学総合医療センター小児救命救急センター         | 埼玉県川越市           |
| 埼玉県立小児医療センター                                 | 埼玉県さいたま市中央区 |
| 東京女子医科大学八千代医療センター                       | 千葉県八千代市         |
| 松戸市立総合医療センター                                 | 千葉県松戸市           |
| 国立成育医療研究センター                                 | 東京都世田谷区         |
| 都立小児総合医療センター                                 | 東京都府中市           |
| 長野県立こども病院                                       | 長野県安曇野市         |
| 静岡県立こども病院                                       | 静岡県静岡市葵区       |
| 愛知小児保健医療総合センター                             | 愛知県大府市           |
| 大阪市立総合医療センター                                 | 大阪府大阪市都島区     |
| 高槻病院                                                 | 大阪府高槻市           |
| 大阪母子医療センター                                     | 大阪府和泉市           |
| 兵庫県立尼崎総合医療センター                             | 兵庫県尼崎市           |
| 兵庫県立こども病院                                       | 兵庫県神戸市中央区     |
| 岡山大学病院                                             | 岡山県岡山市           |
| 独立行政法人 国立病院機構 四国こどもおとなの医療センター | 香川県善通寺市         |
| 九州大学病院小児救命救急センター                         | 福岡県福岡市東区       |
| 熊本赤十字病院小児救命救急センター                       | 熊本県熊本市東区       |
| 沖縄県立南部医療センター・こども医療センター             | 沖縄県島尻郡南風原町   |